# 박요한 (1984년)
박요한(박정호, 1984년 ~ )는 대한민국의 Urban Designer이며 Researcher이다. 현재 Korea Institute에서 도시관련 국책연구를 맡고 있다.

## 출신 학교
- ANYANG U 도시공학과 학사
- SeoulTech 대학원 건축학 석사

## 주요 경력
- DGW KOREA
  - 국내외 컴퓨터 하드웨어 관련 동향 체크 업무 진행
- DAUM
  - 프로젝트팀 _ 컨텐츠 기획 및 전략 구성
- OP Interior Design
  - 실내디자인 구성
- Korea Institute
  - URBAN PLAN 국책사업 업무

## 수상 경력
- 2008 ~ 2010 : 국내외 Competition 다수 수상